# August Sander Archiv
Das August Sander Archiv umfasst den Nachlass des deutschen Photographen August Sander und gehört zum Sammlungsbestand der Photographischen Sammlung/SK Stiftung Kultur, Köln. Dort wird das photographische Werk seit 1993 mit einer Vielzahl an originalen Photographien, Negativen und Dokumenten betreut.

## Geschichte
Als August Sander starb, übernahm sein Sohn Gunther Sander den Nachlass. Nach dessen Tod 1987 verwaltete zunächst sein Sohn Gerd Sander das künstlerische Erbe, bevor er dieses unter Gleichsetzung mit der Bezeichnung August Sander Archiv im Dezember 1992 an die Kulturstiftung der Stadtsparkasse Köln (heute SK Stiftung Kultur der Sparkasse KölnBonn) veräußerte. Seitdem wird der Nachlass und damit das August Sander Archiv von der Photographischen Sammlung/SK Stiftung Kultur in Köln betreut und nach wissenschaftlich musealen Gesichtspunkten aufgearbeitet.
Sämtliche am Werk von August Sander bestehenden Nutzungsrechte sind an die Photographische Sammlung/SK Stiftung Kultur übertragen worden. Diese liegen örtlich, inhaltlich und zeitlich unbeschränkt in ausschließlicher Form bei der Photographischen Sammlung/SK Stiftung Kultur. Die Rechte werden in Zusammenarbeit mit der VG Bild-Kunst, Bonn, verwaltet.
Beim Ankauf des Nachlasses gehörten dazu ca. 10.700 originale Negative, circa 3.500 Originalabzüge, die originale Korrespondenz, die Privatbibliothek sowie Mobiliar und Teile der photographischen Ausrüstung. Durch gezielte Ankäufe zählen inzwischen über 6.000 Originalabzüge von August Sander zum Archivbestand der Photographischen Sammlung/SK Stiftung Kultur. Es handelt sich um die weltweit größte Sammlung zum Werk August Sanders. Weitere wichtige Sammlungen mit originalen Abzügen des Photographen bestehen im J. Paul Getty Museum, Los Angeles, im Museum of Modern Art, New York, in der Pinakothek der Moderne, München, im Museum Ludwig Köln/Sammlung Fotografie und im Museum für Kunst und Gewerbe Hamburg.
Von 1992 bis 1996 befanden sich das August Sander Archiv in der St.-Apern-Straße 17–21, Köln, danach zog es in Räumlichkeiten Im Mediapark 7, Köln.
Mit der Gründung und dem Verkauf des August Sander Archivs an die Kulturstiftung der Stadtsparkasse Köln legte Gerd Sander in den 1990er-Jahren den Grundstock für eine Institution, aus der sich die Photographische Sammlung/SK Stiftung Kultur, entwickeln konnte; eine Institution, die sich vornehmlich der sachlich-konzeptuellen Photographie im künstlerischen Bereich, widmet. Gerd Sander war bis 2008 Vorsitzender des Beirats der Photographischen Sammlung/SK Stiftung Kultur. Weitere wichtige deutsche Bestände wurden der Institution gezielt angeschlossen, so das Bernd und Hilla Becher Archiv, Konvolute von Albert Renger-Patzsch, Karl Blossfeldt (in Zusammenarbeit mit der Universität der Künste, Berlin) und die ehemalige Sammlung der DGPh. Auch internationale Photographiebestände kamen hinzu, zentral ist hier ein großes Konvolut mit Photographien von Jim Dine.

## Aufgaben

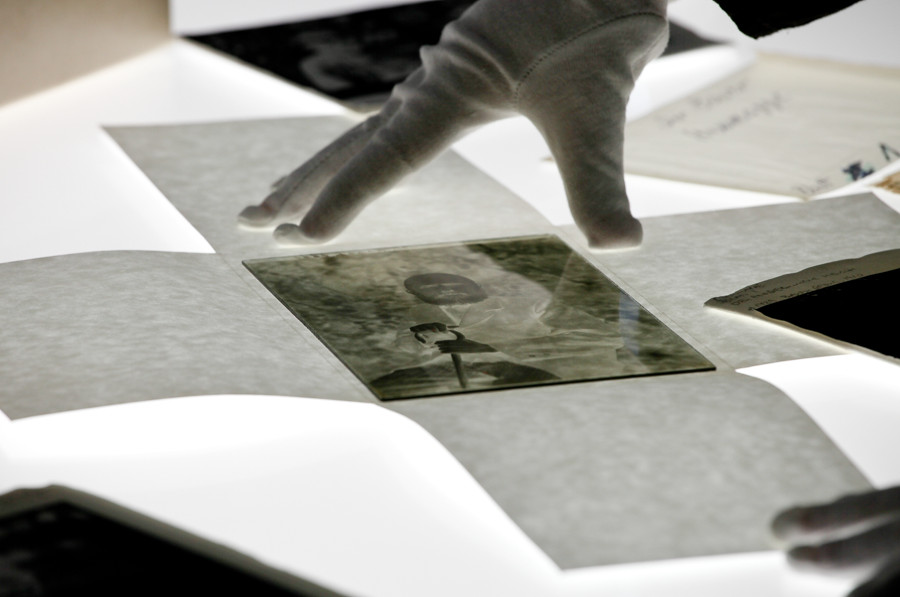
Ein historisches Glasnegativ wird im August Sander Archiv gesichtet.

Ein Hauptziel der Photographischen Sammlung/SK Stiftung Kultur besteht in der wissenschaftlichen Betreuung und Aufarbeitung des August Sander Archivs. Die Aufgaben entsprechen den ethischen Richtlinien für Museen der ICOM. Der Nachlass Sanders wird nach museal konservatorischen Gesichtspunkten bewahrt, nach Möglichkeit auch durch weitere Neuankäufe ergänzt, erforscht und der Öffentlichkeit in Form von Publikationen und wechselnden Ausstellungen vorgestellt. Zu nennen ist hier Sanders zentrales Projekt Menschen des 20. Jahrhunderts, das in Buchform vorliegt und mehrfach in Ausstellungen präsentiert wurde. Insgesamt tragen diese Aktivitäten zum regionalen, nationalen und internationalen Kunst- und Kulturangebot bei und sprechen Besucher aller Interessensbereiche ebenso wie Experten an. In den Ausstellungsräumen der Institution wird keine Dauerausstellung zum Werk von August Sander gezeigt, in kurzen Abständen werden aber immer wieder Arbeiten aus dem Archiv in das wechselnde Ausstellungsprogramm einbezogen.

## August-Sander-Preis
Der August-Sander-Preis wurde erstmals im Dezember 2017 ausgeschrieben. Er ist verbunden mit der Idee, junge zeitgenössische künstlerische Ansätze im Sinne der sachlich-konzeptuellen Photographie zu fördern. Vor dem Hintergrund der bedeutenden Porträtphotographien Sanders sollen sich die photographischen Werke der Bewerber vorrangig auf das Thema des menschlichen Porträts beziehen. Teilnahmeberechtigt sind Künstler bis 40 Jahre, internationaler Herkunft, mit dem Schwerpunkt Photographie. Der Preis ist mit 5.000 Euro dotiert und mit einer möglichen Ausstellung in der Photographischen Sammlung/SK Stiftung Kultur in Köln verbunden. Die Auszeichnung wird fortan alle zwei Jahre ausgelobt, der erste Preisträger ist Francesco Neri aus Faenza, Italien.

## Ausstellungen
Aus dem Fundus des August Sander Archivs werden regelmäßig Ausstellungen erarbeitet, die einzelnen Aspekten des Œuvres von Sander gewidmet sind. Der Austausch mit regionalen und internationalen Institutionen nimmt an dieser Stelle einen hohen Stellenwert ein. Dafür stehen viele in Kooperation durchgeführte Ausstellungsprojekte sowie ein umfangreicher Leihverkehr. Seit 1992 entstanden dieserart weit über 100 Ausstellungen.

### In der Photographischen Sammlung/SK Stiftung Kultur, Köln (Auswahl)
- August Sander. Meisterwerke – Photographien aus „Menschen des 20. Jahrhunderts“. Raum 1, 7. September 2018 bis 27. Januar 2019[6]
- August Sander. Westerwald – Porträts und Landschaften. Raum 2, 13. März bis 9. August 2015[7]
- August Sander. Meisterwerke und Entdeckungen. 21. März bis 3. August 2014 (verlängert bis 31. August 2014)[8]
- August Sander. New Arrivals (Blick in die Sammlung). 30. März bis 12. August 2012[9]
- August Sander. Sardinien 1927. 22. April bis 21. August 2011
- August Sander. Linzer Jahre 1901–1909. Raum 1–3, 10. Februar bis 7. Mai 2006
- August Sander. Menschen des 20. Jahrhunderts. Raum 1, 2, 21. September bis 18. November 2001
- Zeitgenossen. August Sander und die Kunstszene der 20er Jahre im Rheinland. Josef-Haubrich-Kunsthalle, Köln, 19. Mai bis 30. Juli 2000
- Blick in die Sammlung: Neuerwerbungen – August Sander. Raum 2, 23. April bis 20. Juni 1999
- August Sander: Landschaftsphotographien. Raum 1, 29. Januar bis 28. März 1999
- August Sander. Photographien 1902–1939. Ausstellung anlässlich der Übergabe des von der Kulturstiftung der Länder, Berlin, geförderten Ankaufs von Werken des Photographen an das August Sander Archiv – Photographische Sammlung/SK Stiftung Kultur, Köln, Raum 2, 5. September bis 16. November 1997
- Vergleichende Konzeptionen: August Sander, Karl Blossfeldt, Albert Renger-Patzsch, Bernd und Hilla Becher. Eröffnungsausstellung der Photographischen Sammlung/SK Stiftung Kultur, Raum 1, 23. Mai bis 21. Dezember 1997
- August Sander. Konzept und Menschenbild. 6. September bis 12. November 1995
- Photographie und Realität. Photographien von Karl Blossfeldt, Albert Renger-Patzsch und August Sander. In Zusammenarbeit mit Ann und Jürgen Wilde, 28. Januar bis 6. Mai 1995
- August Sander: In der Photographie gibt es keine ungeklärten Schatten! Ausstellung des August Sander Archivs/Stiftung City-Treff, Köln, Ausstellungskonzeption Gerd Sander, 30. März bis 17. April 1994

### An anderen Ausstellungsorten (Auswahl)
- August Sander. Das Gesicht der Landschaft – Rhein und Siebengebirge. Siebengebirgsmuseum der Stadt Königswinter, 30. November 2017 bis 29. April 2018[10]
- August Sander. Portraits 1910–1954. Galerie für Fotografie, Czytelnia Sztuki, Museum Gliwice verlängert bis 31. Dezember 2017[11]
- August Sander. Fotografien aus „Menschen des 20. Jahrhunderts“. Kunstmuseum Kloster Unser Lieben Frauen, Magdeburg, 11. April bis 15. Juni 2017
- August Sander. Der Westerwald im Spiegel der Zeit. Kreisverwaltung Altenkirchen, 30. April bis 30. September 2016
- August Sander. Meesterwerken en Ontdekkingen. Fotomuseum Antwerpen, 23. Oktober 2015 bis 14. Februar 2016
- August Sander. Ritratto del XX secolo. Palazzo Ducale – Fondazione per la Cultura, Genua, 11. April bis 23. August 2015[12]
- Von Mensch zu Mensch. Wilhelm Leibl & August Sander. Wallraf-Richartz-Museum & Fondation Corboud, Köln, 17. Mai bis 11. August 2013 und Salzburg Museum, Neue Residenz, Kunsthalle, 11. Juli 2014 bis 5. Januar 2015[13]
- August Sander. Antlitz der Zeit. The Museum of National History at Frederiksborg Castle, Hillerod, Dänemark, 19. März bis 29. Mai 2011
- August Sander. Ikonen des Portraitwerks „Menschen des 20. Jahrhunderts“. Centre national de l’audiovisuel Dudelange, Luxemburg, 29. Juni bis 29. September 2010[14]
- August Sander: Sehen, Beobachten und Denken / Voir, Observer et Penser. Fondation Henri Cartier-Bresson, Paris, 9. September bis 20. Dezember 2009.[15]
- August Sander. Menschen des 20. Jahrhunderts. Fotomuseum Winterthur, 19. Januar bis 24. März 2002[16]; weitere Stationen: Rupertinum Salzburg, 26. Mai – 21. Juli 2002; San Francisco Museum of Art, 29. November 2002 – 23. Februar, 2003[17]; Martin-Gropius-Bau Berlin, 10. Oktober 2003 – 11. Januar 2004[18]; Städel Museum, Frankfurt am Main: 16. März – 2. Mai 2004; The Metropolitan Museum of Art, New York, 25. Mai – 19. September 2004.
- August Sander. Gelebte Vergangenheit. Hauptstelle der Stadtsparkasse Köln, Ausstellungskonzeption: Gabriele Conrath-Scholl und Wilhelm Schürmann, 17. August bis 28. September 1994.
- August Sander. In der Photographie gibt es keine ungeklärten Schatten! Ausstellung des August Sander Archives / Stiftung City-Treff Köln, zusammengestellt von Gerd Sander. Staatliches Puschkin-Museum für Bildende Künste, Moskau: 30. März bis 17. April 1994, Watari-um, Museum of Contemporary Art, Tokyo: 14. Mai bis 21. August 1994,[19] Kunstmuseum Bonn: 10. Februar bis 26. März 1995, Centre National de la Photographie, Paris: 8. November 1995 bis 22. Januar 1996, Palais des Beaux-Arts, Brüssel, 1. März bis 12. Mai 1996; Stedelijk Museum, Amsterdam: 13. Juli bis 31. August 1996,[20] Museo di Storia della Fotografia Fratelli Alinari, Florenz: 12. September 1996 bis 15. Januar 1997, National Portrait Gallery, London, 28. Februar bis 8. Juni 1997.
- August Sander. Antlitz der Zeit. Bibliothèque Méjanes, Aix-en-Provence, in Zusammenarbeit mit dem Goethe-Institut, Marseille: 3. Dezember 1993 bis 3. Januar 1994, Museum für Photographie, Braunschweig, 13. Februar bis 25. März 1994, Künstlerhaus Edenkoben, in Zusammenarbeit mit „Altstadt Plovdiv e. V.“, Plovdiv, Bulgarien, 4. bis 17. Oktober 1995.

## Publikationen
- August Sander. Meisterwerke. Hrsg. von Gabriele Conrath-Scholl. Mit einem Text von Gabriele Conrath-Scholl, Schirmer/Mosel Verlag 2018, ISBN 978-3-8296-0673-8.
- August Sander. Das Gesicht der Landschaft – Rhein und Siebengebirge. Hrsg. Siebengebirgsmuseum der Stadt Königswinter in Zusammenarbeit mit Die Photographische Sammlung/SK Stiftung Kultur, Köln. Grußwort Peter Wirtz. Mit Texten von Gabriele Conrath-Scholl, Elmar Scheuren und Barbara Bouillon. Köln 2018, ISBN 978-3-00-058316-2.
- August Sander. Der Westerwald im Spiegel der Zeit. Hrsg. Kreisverwaltung Altenkirchen, Sparkasse Westerwald-Sieg. In Zusammenarbeit mit der Photographischen Sammlung/SK Stiftung Kultur, Vorwort Michael Lieber, Andreas Reingen. Mit Texten von Gabriele Conrath-Scholl und Hanns-Josef Ortheil. Köln 2016, ISBN 978-3-9807956-3-0.
- August Sander. Meisterwerke und Entdeckungen. Broschüre zur gleichnamigen Ausstellung im Fotomuseum provincie Antwerpen. Texte von Gabriele Conrath-Scholl. Antwerpen 2016.
- Von Mensch zu Mensch: Wilhelm Leibl & August Sander. Hrsg. Marcus Dekiert, Roland Krischel. Wallraf-Richartz-Museum & Fondation Corboud. Mit Texten von Gabriele Conrath-Scholl, Götz Czymmek, Rajka Knipper, Roland Krischel. Hirmer Verlag, München 2013, ISBN 978-3-7774-2042-4.
- August Sander. Sardinien. Photographien einer Italienreise 1927. Hrsg. Die Photographische Sammlung/SK Stiftung Kultur. Mit Texten von Gabriele Conrath-Scholl, Rajka Knipper, Albertus Mathar, Ludwig Mathar, Giorgio Pellegrini. deutsch/italienisch, Schirmer/Mosel Verlag, München 2009, ISBN 978-3-8296-0433-8.
- August Sander. Sehen, Beobachten und Denken. Photographien. Fondation Cartier-Bresson. Vorwort Agnés Sire. Mit Texten von Gabriele Conrath-Scholl und August Sander. Schirmer/Mosel Verlag, München 2009, ISBN 978-3-8296-0443-7.
- August Sander. Linzer Jahre 1901–1909. Hrsg. Die Photographische Sammlung/SK Stiftung Kultur, Köln, und die Landesgalerie Linz am Oberösterreichischen Landesmuseum. Texte von Gabriele Conrath-Scholl, Martin Hochleitner und Susanne Lange. Schirmer/Mosel Verlag, München 2005, ISBN 3-8296-0217-0 (Buchhandelsausgabe).
- August Sander. Menschen des 20. Jahrhunderts. Ein Kulturwerk in Lichtbildern, eingeteilt in sieben Gruppen. Hrsg. Die Photographische Sammlung/SK Stiftung Kultur. Konzeption der bearbeiteten Neuausgabe von Gabriele Conrath-Scholl. Schirmer/Mosel Verlag, München 2010, ISBN 978-3-8296-0500-7.
- August Sander. Menschen des 20. Jahrhunderts. Studienband zur siebenbändigen Neuauflage. Hrsg. Photographische Sammlung/SK Stiftung Kultur, Köln. Konzipiert von Susanne Lange und Gabriele Conrath-Scholl. Schirmer/Mosel Verlag, München 2001, ISBN 3-8296-0024-0.
- Zeitgenossen. August Sander und die Kunstszene der 20er Jahre im Rheinland. Hrsg. Die Photographische Sammlung/SK Stiftung Kultur, Köln. Mit Texten von Birgit Bernard, Gertrude Cepl-Kaufmann, Anne Ganteführer-Trier, Wolfram Hagspiel, Klaus Wolfgang Niemöller, Louis Peters, Maria Porrmann, Gerd Sander, Eduard Trier, Arta Valstar-Verhoff. Steidl Verlag, Göttingen 2000, ISBN 3-88243-750-2.
- August Sander. Landschaften. Hrsg. Die Photographische Sammlung/SK Stiftung Kultur, Köln. Mit einem Text von Olivier Lugon. Schirmer/Mosel Verlag, München / Paris / London 1999, ISBN 3-88814-797-2.
- Vergleichende Konzeptionen: August Sander, Karl Blossfeldt, Albert Renger-Patzsch, Bernd und Hilla Becher. Hrsg. Die Photographische Sammlung/SK Stiftung Kultur, Köln. Mit Texten von Susanne Lange, Gabriele Conrath-Scholl, Anne Ganteführer, Virginia Heckert. Schirmer/Mosel Verlag, München / Paris / London 1997, ISBN 3-88814-757-3.
- August Sander. Photographien 1902–1939. Hrsg. Kulturstiftung der Länder in Verbindung mit der Kulturstiftung der Stadtsparkasse Köln. Mit Texten von Susanne Lange, Gabriele Conrath-Scholl. Patrimonia 99, Berlin / Köln 1995.
- August Sander. Köln wie es war. August Sander Werkausgabe. Hrsg. Kölnisches Stadtmuseum und August Sander Archiv/Kulturstiftung Stadtsparkasse Köln. Vorwort von Werner Schäfke und Susanne Lange. Texte von Susanne Lange und Christoph Kim. Köln 1995, ISBN 3-927396-65-6.
- August Sander. In der Photographie gibt es keine ungeklärten Schatten! Ausstellung des August Sander Archives / Stiftung City-Treff Köln. Zusammengestellt von Gerd Sander. Ars Nicolai, Berlin 1994.

## Rezensionen
- Heike Mund: August Sander: das „Antlitz der Zeit“. Radiobesprechung der Ausstellung „August Sander. Meisterwerke und Entdeckungen“, 21. März bis 3. August 2014, SK Stiftung Kultur / Photographische Sammlung.[21]
- Veronika Bock: Sander „Das Gesicht der Landschaft“. Radiobesprechung der Ausstellung: „August Sander. Das Gesicht der Landschaft – Rhein und Siebengebirge“, Siebengebirgsmuseum der Stadt Königswinter, 30. November 2017 bis 29. April 2018.[22]
- Bernhard Schulz: Antlitz einer Epoche. August Sanders grandioses Gesellschaftsporträt „Menschen des 20. Jahrhunderts“. Besprechung der Ausstellung „August Sander. Menschen des 20. Jahrhunderts“, Martin-Gropius-Bau Berlin, 10. Oktober 2003 – 11. Januar 2004.[23]

## Editionen
Aus dem August Sander Archiv wurden von der Photographischen Sammlung/SK Stiftung Kultur zwölf Motive von August Sander als hochwertige digitale Kunstdrucke veröffentlicht. Jedes Bild hat eine Auflage von 150 Stück. Je nach Ausführung basieren die Kunstdrucke auf einem Neuabzug, der in der Photographischen Sammlung/SK Stiftung Kultur – August Sander Archiv auf Grundlage der originalen großformatigen Negativglasplatte von August Sander gefertigt wurde oder auf der Reproduktion eines Originalabzugs von August Sander.